# Alabagrus tricarinatus
Alabagrus tricarinatus är en stekelart som först beskrevs av Cameron 1905.  Alabagrus tricarinatus ingår i släktet Alabagrus och familjen bracksteklar. Inga underarter finns listade i Catalogue of Life.